# Давидян, Нельсон Амаякович
Не́льсон Амая́кович Давидя́н (арм. Նելսոն Դավիդյան; 6 апреля 1950, Гузейчартар — 11 сентября 2016, Киев) — советский борец греко-римского стиля, тренер, трёхкратный чемпион СССР (1975, 1976, 1979), двукратный чемпион Европы (1973, 1980), двукратный чемпион мира (1974, 1975), серебряный призёр Олимпийских игр (1976). Заслуженный мастер спорта СССР (1974). Заслуженный тренер Украины (2007).

## Биография
Родился 6 апреля 1950 года в селе Гузейчартар Мартунинского района Нагорно-Карабахской автономной области (НКАО) Азербайджанской ССР. В 1958 году вместе с семьёй переехал в Грозный, где в 1964 году начал заниматься классической (греко-римской) борьбой под руководством Игоря Кондрацкого. С 1972 года жил в Киеве.
В 1973 году впервые стал чемпионом Европы в лёгкой весовой категории. В 1974 году на чемпионате мира в Катовице в последний момент заменил Шамиля Хисамудинова, выступавшего в полусредней весовой категории, и несмотря на то что был значительно легче всех своих соперников, завоевал звание чемпиона мира и получил приз за лучшую борцовскую технику. В 1975 году вновь выиграл титул чемпиона мира, но уже в лёгкой весовой категории. В 1976 году вошёл в состав сборной СССР на Олимпийских играх в Монреале и завоевал серебряную медаль этих соревнований. В 1980 году выиграл чемпионат Европы, но не был включён тренерским штабом сборной СССР в её состав на Олимпийских играх в Москве. В 1981 году завершил свою спортивную карьеру.
В дальнейшем работал тренером в спортивном обществе «Динамо», а также молодёжной сборной СССР. В начале и в конце 1990-х годов был главным тренером сборной Украины. В 2006 году вернулся на этот пост. Под его руководством украинские борцы греко-римского стиля достигли серьёзных достижений. В 2006 году Владимир Шацких завоевал звание чемпиона мира, а в 2007 году сборная Украины впервые за много лет стала обладателем Кубка мира по греко-римской борьбе. После этого успеха Нельсону Давидяну было присвоено звание заслуженный тренер Украины. Несмотря на то что на Олимпийских играх в Пекине Армен Варданян принёс Украине первую за последние восемь лет олимпийскую медаль в греко-римской борьбе, выступление сборной было признано неудовлетворительным, и в январе 2009 года Нельсона Давидяна на посту главного тренера сменил Александр Котовой, уже возглавлявший тренерский штаб сборной Украины в не принесшем ей медалей предыдущем олимпийском цикле.
Умер 11 сентября 2016 года в Киеве. Похоронен на Южном кладбище в посёлке Вита-Почтовая Киевской области.

## Семья
- Эрнест Давидян (1948—2005) — брат, музыкант.
- Олег Давидян (р. 1953) — брат, чемпион Европы (1970) и мира (1971) среди молодёжи[5], серебряный призёр чемпионата СССР среди взрослых (1977) по греко-римской борьбе.
- Андроник Давидян (р. 1980) — сын, мастер спорта по греко-римской борьбе, участник и призёр юниорских турниров[6].
- Олег Давидян (2001—2014) — сын, воспитанник футбольной школы «Динамо» им. Лобановского, умер в возрасте 13 лет от менингита[7].
- Нельсон Давидян (р. 2016) — сын.